# Iglesia de la Magdalena (Toledo)
La iglesia de la Magdalena es un templo católico de la ciudad española de Toledo.

## Descripción

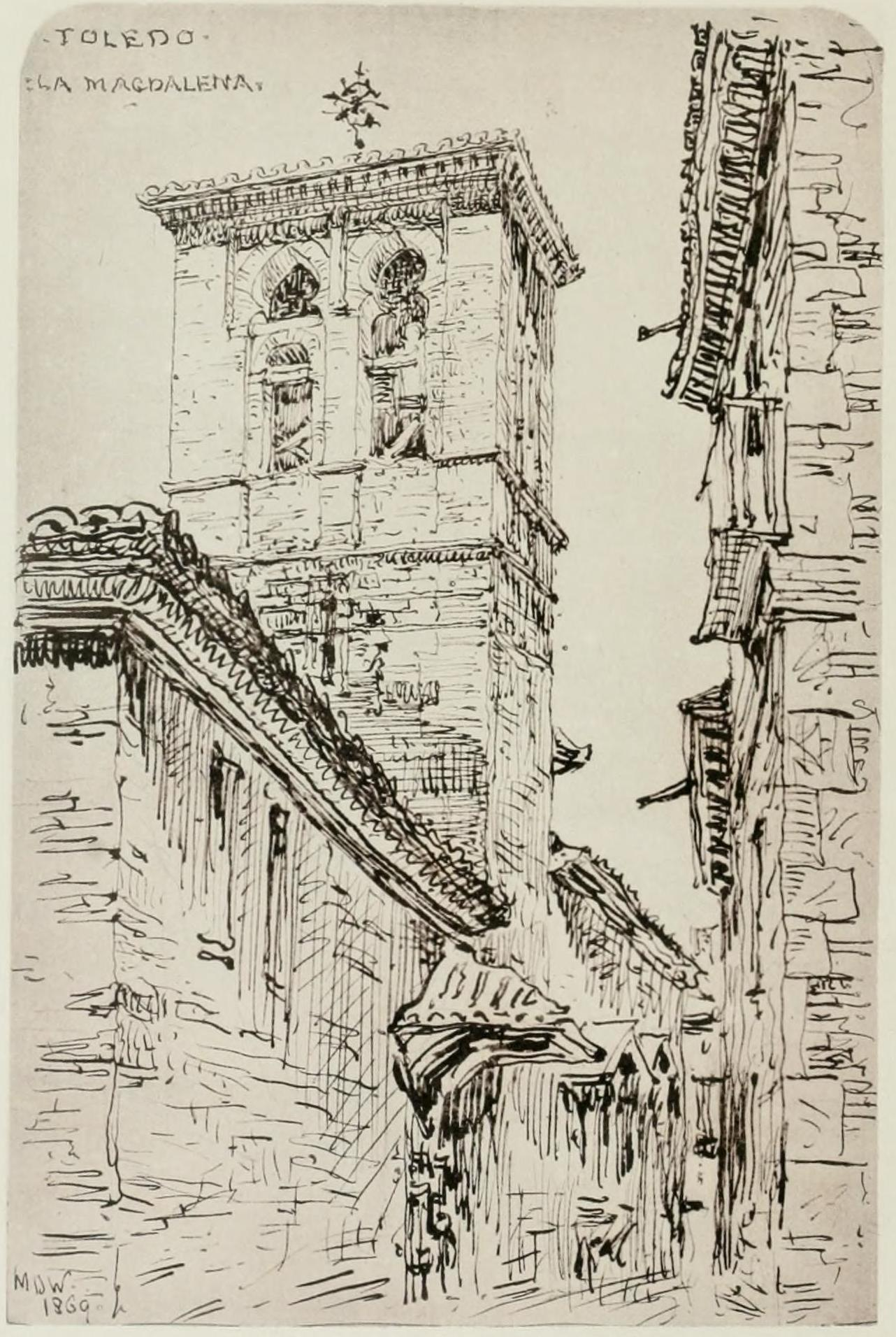
Vista de la iglesia en 1869

Está ubicada en la ciudad de Toledo, capital de la provincia homónima, en la comunidad autónoma de Castilla-La Mancha. Los orígenes de la iglesia, ubicada cerca de la plaza de Zocodover, parecen remontarse al menos al siglo XII.
La estructura del inmueble quedó severamente afectada en el siglo XX durante la guerra civil. La cofradía de la Vera Cruz de Toledo ha tenido sede en la iglesia. El templo fue reconstruido durante la década de 1950, bajo proyecto de Francisco de Echenique Gómez.
En 2019 se planteó instalar en el edificio un taller de restauración de piezas de arte religioso.